# Seništa
Seništa (cyr. Сеништа) – wieś w Serbii, w okręgu zlatiborskim, w gminie Nova Varoš. W 2011 roku liczyła 214 mieszkańców.